# Los Ángeles (Chile)
Los Ángeles (ejtsd: losz ánhelesz, los ˈaŋxeles) Chile középső déli részén Bio Bio régióban az azonos nevű tartomány központja. A Laja és a Biobio folyók között fekszik. A 2012-es népszámlálás adatai alapján akkor 186.671 lakosa volt. Los Ángeles közösségének van az abszolút legmagasabb népességű vidéki közössége.
A várostól északra található a Salto del Laja (Laja-vízesés), és nagyjából 100 km-re keletre az Andok hegyvonulataiban áll a 2979 m magas Antuco vulkán. A város a Laguna del Laja Nemzeti Part bejárataként is számon van tartva.
Los Ángeles repülőtere a María Dolores repülőtér.

## Története
A várost Nuestra Señora de Los Ángeles (Angyali Miasszonyunk Városa) néven 1739-ben José Antonio Manso de Velasco alapította, mint spanyol erődöt az araucói háború alatt. 1748-ban kapta meg a villa rangot. A várost többször újjáépítették, mivel a spanyolok többször megtámadták a bennszülött mapucsékat, mert gyarmatosítani akarták a területet. Mivel épp csak északra van a spanyolok által a Biobio folyónál meghúzott határtól, ezért stratégiai jelentőségűnek számított.

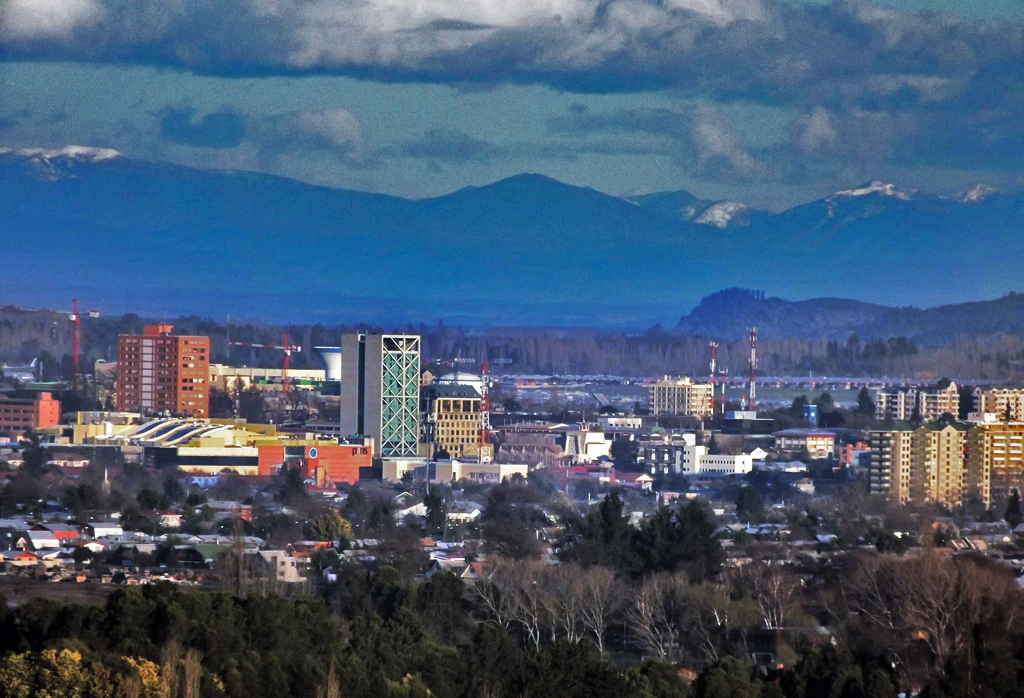

## Demográfia
A Nemzeti Statisztikai Intézet által 2002-ben elvégzett népszámlálás szerint Los Ángeles területe 1748,2 km2, lakossága pedig 166.556 fő, melyből 81.863 férfi, 84.693 pedig nő volt. Közülük 123.445 (a lakosság 74.1%) lakott városias környezetben, míg 43.111 fő (a lakosság 25.9%-a) pedig falusias környezetben. A népesség 1992 és 2002 között 18,5%-kal, 26.021 fővel gyarapodott.

## Éghajlat
A régióra a meleg (de nem forró) és száraz nyár a jellemző, és az átlaghőmérséklet egyik hónapban sem haladja meg a  22 Celsius fokot. A Köppen éghajlati besorolási rendszer szerint Los Ángeles Csb, vagyis meleg nyarakkal jellemezhető mediterrán klímájú. Az éves 1070 mm-es éves csapadékmennyiség java az őszi és téli hónapokban, április és augusztus között hullik. A május a legesősebb hónap, ilyenkor a lehulló csapadék mennyisége elérheti 250 mm-t. A hó nagyon szokatlan errefelé, ha le is hullik, szinte azonnal felolvad.

## Közigazgatás
Commune-ként Los Ángeles Chile egyik harmadik szintű közigazgatási egysége, melyet városi tanács irányít, melynek élén a négyévente megválasztott  alcalde áll. Ezt a pozíciót 2008 és 2012 között a Független Demokrata Unióhoz tartozó Joel Rosales Guzmán töltötte be.

## A kultúrában
Roberto Bolaño író itt töltötte gyermekkora jelentős részét.
"Frank Black", az 1990-es évek alternatív zenei művésze írt egy dalt Los Ángelesről, mely az azonos nevű lemezen jelent meg.